# Замлынье (Волынская область)
Замлынье (укр. Замли́ння) — село в Вишневской сельской общине Ковельского района Волынской области Украины.
До 2020 года входило в Любомльский район.
Население по переписи 2001 года составляло 233 человека.